# Vévoda De L'Omelette
Vévoda De L'Omelette (v angličtině „The Duc de L'Omelette“) je krátká humorná povídka amerického spisovatele a literárního teoretika Edgara Allana Poea z roku 1832.
Povídka původně nesla anglický název „The Duke of l'Omelette“ , posléze byla přejmenována na „The Duc de L'Omelette“.
V češtině vyšla např. v knize Krajina stínů (Aurora, 1998).
V povídce vede vévoda De L'Omelette rozpravy s Jeho Veličenstvem Ďáblem během své posmrtné existence. V textu se vyskytuje spousta francouzských frází a citátů.

## Příběh
Šest dvořanů doprovází ve zlaté kleci vzácného ptáka z Peru k vévodovi De L'Omelette. Vévoda zrovna poléhává na pohovce, kterou vylicitoval ve dražbě nad králem a obětoval tak svou loajalitu vůči němu. Otevrou se dveře a do komnaty vstoupí dvořané s ptákem. Ale co to?
„Ach, Bože! Tento pták skromný, kterého jsi zbavil svých per, které jsi použil bez papíru!“
Vévodu jímá nevýslovné znechucení a skoná.
Třetího dne stojí vévoda před Jeho Veličenstvem Ďáblem, jenž ho vyzývá k odložení svršků. Vévoda se brání a táže se, s kým má tu čest. Temný kníže se představí a objasní, že oděv, o němž si vévoda myslil, že jest županem je ve skutečnosti pohřebním rubášem.
Šlechtic je nadmíru vytočen, rozloučí se a hodlá odejít. Je zadržen komořím a přiveden nazpět. Vévodovi nezbude nic jiného než si protřít oči a porozhlédnout se po místnosti - z ptačí perspektivy. Děsivá komnata nemá strop, místo něj víří hustá vrstva ohnivých mračen. Z výšky visí řetěz z rudého kovu, na jehož konci se houpe smolný koš, z něhož se line jasná záře. V rozích pokoje stojí ve výklencích tři obrovské sochy - řecká, egyptská a francouzská. Poslední čtvrtá není tak velká a je zahalena závojem. Na zdech visí nádherné obrazy, ale vévoda trne hrůzou, neboť jediným oknem v místnosti vidí planout pekelný oheň!
Vyzývá Jeho Ďábelské Veličenstvo k souboji, avšak ono nešermuje. Hrají tedy karty. Vévoda počítá. Hra končí. Jeho Veličenstvo počítá a upíjí vína. Vévoda skrývá kartu do dlaně. Jak je libo, poznamená Ďábel a snímá. Vévoda vstane, ukloní se a odchází.
| „                                        | Kdo jsem? - Ach, pravda! Já jsem Belzebub, kníže Poklopce. Právě jsem tě vytáhl z rakve z růžového dřeva, vykládané slonovinou. Byl jsi podivuhodně navoněn a opatřen štítkem, přesně podle faktury. Poslal tě Belial, můj inspektor hřbitovů. | “ |
| — Edgar Allan Poe - Vévoda De L'Omelette | |   |